# Caisse nationale des organismes de prévoyance sociale
Pour les articles homonymes, voir Caisse nationale de prévoyance sociale.
 (mai 2019).
 (mai 2019).
La Caisse nationale des organismes de prévoyance sociale ou CNOPS est un établissement marocain fondé en 1950. Elle est chargée de la gestion de l'assurance maladie pour le secteur public et les étudiants.   
La CNOPS a connu de nombreuses évolutions dans son histoire. 
Depuis août 2005, le fonctionnement de la CNOPS dépend de la loi n°65-00 sur le code de la couverture médicale de base. En 2023, le gouvernement étudie l'idée d'une éventuelle fusion entre la CNSS et la CNOPS .

## Présentation

### Couverture
La CNOPS est composée d'une série de mutuelles et de systèmes qui se sont historiquement rajoutés les uns aux autres (Mutuelle de la police, mutuelle des ports, mutuelle de l'éducation nationale, AMO Etudiants, etc.). 

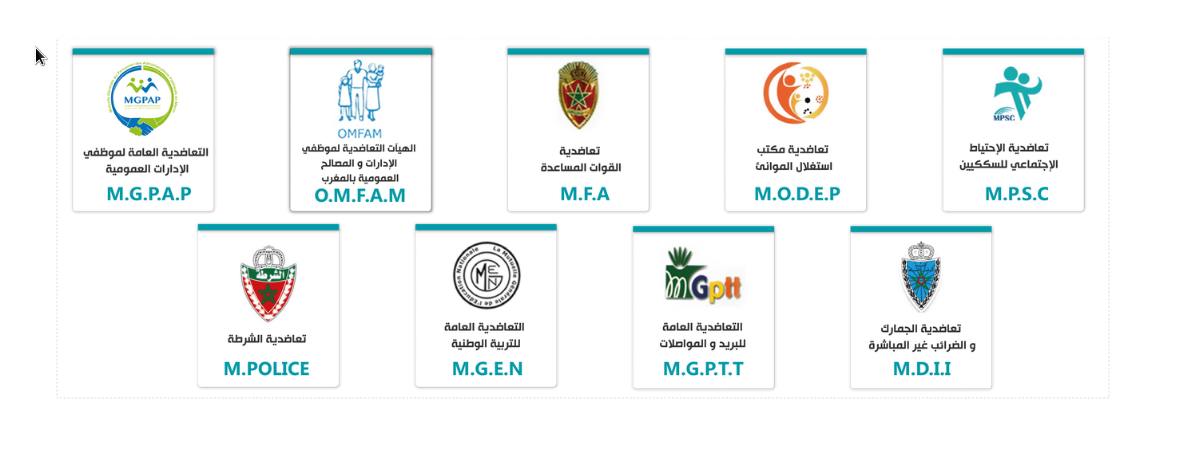
Les 9 principales mutuelles formant la CNOPS

La CNOPS gère actuellement les régimes d'assurance malade suivants : 
- L’assurance maladie obligatoire pour les employés du secteur public

- La couverture médicale au profit des anciennes victimes des droits de l'Homme pour la période comprise entre 1956 et 1998, à la suite d'une convention signée avec l'État et le CNDH[2]

- L'assurance maladie obligatoire du personnel de l'ONCF [3]

- L'assurance maladie obligatoire des étudiants en vertu de la loi 116-12

La CNOPS gère directement le tiers payant de tous les régimes de l’assurance maladie qui lui sont confiés. Cependant, elle délègue la gestion des dossiers de maladie des soins ambulatoires à de nombreuses mutuelles différentes.

### Gestion
La CNOPS est dirigée par un Directeur nommé sur décret du Chef du Gouvernement. 

### Conseil d'administration
La CNOPS dispose d'un Conseil d’Administration ainsi qu'un conseil d’administration de l’AMO de base des étudiants avec 10 membres titulaires.

## Histoire
La CNOPS a été formée historiquement par différentes mutuelles, qui se sont progressivement rajoutées les unes aux autres, pour couvrir un nombre croissant de personnes.  
- La Mutuelle de Police créée en 1919 ;
- La Mutuelle de Douanes et Impôts indirects, créée en 1928 ;
- Les Œuvres de Mutualité des Fonctionnaires et Agents assimilés du Maroc (OMFAM[4]), Mutuelle créée en 1929 ;
- La Mutuelle des Postes et Télécommunications[5], créée en 1946 ;
- La Mutuelle Générale du Personnel des Administrations Publiques du Maroc (MGPAPM[6]), créée en 1946 ;
- La Mutuelle Générale de l’Éducation Nationale (MGEN[7]), créée en 1963 ;
- La Mutuelle des Forces Auxiliaires (MFA), créée en 1976 ;
- La Mutuelle du Personnel de l’Office d’Exploitation des Ports (MODEP), créée en 1996.

La CNOPS a conclu une convention de délégation de gestion avec les mutuelles qui la composent ainsi que la Mutuelle de la Prévoyance Sociale des Cheminots au titre de la loi 120-13

### Dates phares
- 1919 : Création de la Société Fraternelle de Secours Mutuels et Orphelinat du Personnel des Services Civils de la Sécurité Publique

- 1928 : Création de la Mutuelle des Douanes et Impôts Indirects

- 1929 : Création des Œuvres des Mutualités des Fonctionnaires et Agents Publics du Maroc OMFAM.

- 1946 : Création de la Mutuelle Générale des Postes et Télécommunications MGPTT

              - Création de la Mutuelle Générale des Administrations Publiques du Maroc MGPAP
- 1950 : Création de la Caisse Nationale des Organismes de Prévoyance Sociale CNOPS, Fédération des Sociétés Mutualistes Du Secteur Public

- 1963 : Promulgation du Dahir n° 1.57.187 du 12 Novembre 1963 portant statut de la Mutualité et création de la Mutuelle Générale de l’Éducation Nationale MGEN

- 1967 : Première réunion du Conseil Supérieur de la Mutualité

- 1976 : Création de la Mutuelle des Forces Auxiliaires

- 1997 : Protocole d’accord État-CNOPS (avril 1997)

- 16 mai 2002 : 2e protocole d’accord État-CNOPS

- 3 octobre 2002 : Promulgation de la loi 65-00 définissant les principes de l’AMO et du RAMED par le Dahir 1-02-296 publié le 21 novembre 2002.

- 5 janvier 2005 : Sa Majesté Le Roi Mohammed VI préside la cérémonie de signature de la Charte de mise en œuvre de la CMB en présence des partenaires économiques et sociaux.

- 18 août 2005 : Entrée en vigueur de l’Assurance Maladie Obligatoire.

- 2006 - 2008 : Conclusion de plusieurs conventions nationales entre les organismes gestionnaires et les producteurs de soins, sous l’égide de l’ANAM et du Ministère de la Santé

- 21 juillet 2006 : Premier Conseil d’Administration de la CNOPS sous ère AMO. La séance d’ouverture a été présidée par le Premier Ministre.

- 28 novembre 2006 : Conclusion d’une convention pluriannuelle de gestion déléguant aux 8 mutuelles composant la CNOPS la gestion des soins ambulatoires.

- 1er janvier 2010 : Alignement du remboursement de la CNOPS des honoraires des médecins spécialistes et généralistes sur le Tarif National de Référence.

- 1er mai 2011 : la CNOPS adopte le tiers payant contre médicament générique au niveau de sa pharmacie.

- Mai 2012 : Application de la réglementation en matière du remboursement sur la base du générique.

- Juillet 2014 : Alignement de la CNOPS sur la TNR pour le remboursement des prothèses dentaires.

- Août 2015 : Promulgation de la loi n° 116-12 relative au régime de l’assurance maladie obligatoire de base des étudiants.

- Novembre 2015 : Alignement total de la CNOPS sur la TNR pour les soins dentaires

- Janvier 2016 : basculement de la population de l'ONCF vers l'AMO gérée par la CNOPS et conclusion d'une convention de délégation de gestion avec la Mutuelle de la Prévoyance Sociale des Cheminots au titre de la loi 120-13[8]

- 13 janvier 2016 : Démarrage de l'AMO de base des étudiants[9]

- Juin 2016 : Fermeture progressive de la pharmacie de la CNOPS à la suite de la conclusion d'une convention nationale entre les organismes gestionnaires et les pharmaciens d'officine pour la prise en charge en officine d'une liste de 86 médicaments coûteux (118 depuis le 8 mars 2018)

- 2018 : Projet de décret-loi n° 2.18.781 portant création de la Caisse marocaine de l’assurance maladie (CMAM).

### Rapports
- La protection sociale au Maroc : Revue, bilan et renforcement des systèmes, Rapport du Conseil d'Analyse Economique, 2020.  Lien
- Rapport d'activité 2022 : Branche AMO, Agence Nationale de l'Assurance Maladie (ANAM). Lien
- Régime de l’assurance maladie obligatoire (AMO) gérée par la CNOPS, Rapport de la Cour des Comptes, 2018. Lien

### Recherches
- Mansouri Ouassim, Majda Sebbani, Réflexion sur le Système de Santé du Maroc, The Maghreb Review, numéro 48, p. 317-321. (2023)  Lien